# Kamptee (accantonamento)
L'accantonamento di Kamptee è una suddivisione dell'India, classificata come cantonment board, di 13.697 abitanti, situata nel distretto di Nagpur, nello stato federato del Maharashtra. In base al numero di abitanti la città rientra nella classe IV (da 10.000 a 19.999 persone).

## Geografia fisica
La città è situata a 21° 14' 21 N e 79° 12' 22 E.

## Società

### Evoluzione demografica
Al censimento del 2001 la popolazione dell'accantonamento di Kamptee assommava a 13.697 persone, delle quali 8.718 maschi e 4.979 femmine. I bambini di età inferiore o uguale ai sei anni assommavano a 1.371, dei quali 713 maschi e 658 femmine. Infine, coloro che erano in grado di saper almeno leggere e scrivere erano 11.349, dei quali 7.716 maschi e 3.633 femmine.